# Malmö pastorat
Malmö pastorat är ett pastorat i Malmö kontrakt i Lunds stift i Malmö kommun i Skåne län. 
Pastoratet ingår som enda pastorat i kontraktet och består sedan 2014 av församlingarna:
- Limhamns församling
- Hyllie församling
- Fosie församling
- Malmö S:t Johannes församling
- Malmö S:t Petri församling
- Husie församling

Pastoratskod är 072610

## Historik
Pastoratet som har en bakgrund i Malmö kyrkliga samfällighet ingick fram till 2017 i två kontrakt och omfattade alla församlingar i dessa.

### Pastoratsdelen iMalmö Södra kontrakt
Pastoratsdelen bildades 2014 genom sammanläggning av pastoraten:
- Eriksfälts pastorat (från Norra kontraktet)
- Limhamns pastorat
- Hyllie pastorat
- Bunkeflo pastorat
- Kulladals pastorat
- Tygelsjö pastorat
- Fosie pastorat
- Oxie pastorat

Delen bestod av följande församlingar:
- Limhamns församling med pastoratskod 072502
- Hyllie församling med pastoratskod 072503
- Fosie församling med pastoratskod 072507

### Pastoratsdelen iMalmö Norra kontrakt
Pastoratsdelen bildades 2014 genom sammanläggning av pastoraten:
- Malmö S:t Petri församlings pastorat
- Malmö S:t Pauli församlings pastorat
- Malmö S:t Johannes församlings pastorat
- Möllevången-Sofielunds pastorat
- Slottsstadens pastorat (från Södra kontraktet)
- Västra Skrävlinge pastorat
- Kirsebergs pastorat
- Husie och Södra Sallerups pastorat

Delen bestod av följande församlingar:
- Malmö S:t Johannes församling med pastoratskod 072604
- Malmö S:t Petri församling med pastoratskod 072608
- Husie församling med pastoratskod 072609